# Luidia superba
Luidia superba (лат.) — вид морских звёзд рода Луидии (Luidia) из отряда паксиллоносных морских звёзд. Единственный экземпляр был найден у тихоокеанского побережья Колумбии в 1888 году; с тех пор вид встречается только на Галапагосских островах, эндемик этого региона.

## Описание

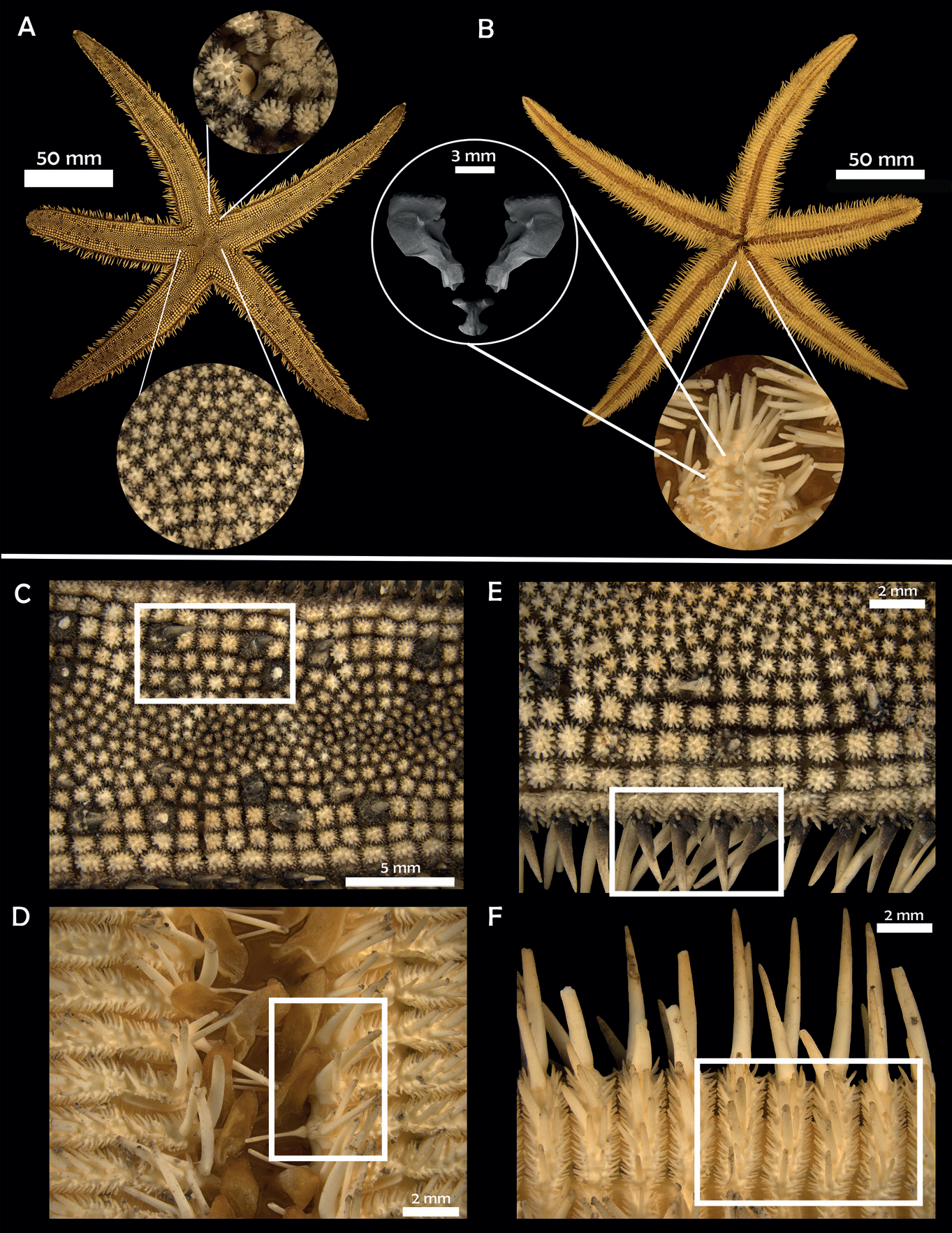
Морфология Luidia superba: (A), Дорзальный вид и центральные паксиллы; (B), Вентральный вид и увеличенное ротовая область; (C), Центральный шип пазушных фолликулов; (D), Деталь адамбулакральных пластинок; (E), Деталь латеральных и верхнекрайних пазушных фолликулов, краевых шипов; (F), Деталь нижнекрайних шипов.

У Luidia superba — пять длинных, сужающихся лучей с заострёнными кончиками. У голотипа, первого обнаруженного и описанного экземпляра, было шесть лучей, что привело к тому, что на протяжении многих лет 6 лучей считалось нормальным числом для этого вида. Как и у других представителей этого рода, верхняя поверхность диска и конечностей покрыта паксиллами — столбовидными шипами с усечёнными концами. На нижней стороне каждого луча расположены несколько рядов трубчатых ножек. Окраска зеленовато-коричневая сверху и кремово-жёлтая снизу, трубчатые ножки имеют оранжевые кончики.
Luidia superba, вероятно, является крупнейшей пятирукой морской звездой в мире. Самый большой экземпляр из бухты Тегус на Галапагосских островах имел радиус, измеренный от центра диска до кончиков лучей, 41,5 см. Его другие размеры: радиус диска 4,5 см, максимальная ширина лучей 6 см и самая длинная игла 1,5 см. Для сравнения, экземпляр десятирукой Luidia magnifica с Гавайев имел радиус 38 см, а девятирукая Luidia savignyi с 37 см была крупнейшей известной морской звездой на момент её измерения. Участок бухты Тежу богат видами из-за близлежащего подъёма насыщенной питательными веществами прохладной воды экваториального подводного течения, что обеспечивает оптимальную среду для роста, которая может способствовать гигантизму.

## Распространение и среда обитания
Голотип Luidia superba был найден у берегов Колумбии исследователями на судне R. V. Albatross в 1888 году на глубине 66 м. Этот экземпляр был описан [[Кларк, Остин Хобарт|Остином Хобартом Кларком в 1917 году и долгое время оставался единственным известным представителем этого вида. Другие экземпляры были позже зарегистрированы во время круизов «Кортес 1», «Кортес 2» и «Кортес 3», предпринятых для исследования морских звёзд в этих водах в 1982 и 1985 годах.
В 1977 году, после сообщений о похожей морской звезде на Галапагосских островах, несколько экземпляров были замечены ночью на морском дне бухты Тегус, остров Исабела, на глубине от 9 до 18 м. Днём морские звезды зарываются примерно в 10 сантиметров (3,9 дюйма) песка, и единственным признаком их присутствия была впадина на поверхности песка. В этом месте эти морские звезды были довольно распространены в 1977 году, их численность составляла примерно одна особь на 10 квадратных метров (ярдов) морского дна.
В 1982—1983 годах, явление Эль-Ниньо было особенно сильным, и после этого Luidia superba больше не встречалась в её прежнем местонахождении в бухте Тегус. Её судьба на Галапагосских островах остаётся неясной.

## Биология
Желудки трёх особей, взятых из бухты Тегус, были исследованы для определения их рациона. К сожалению, они оказались пустыми, за исключением нескольких игл морских ежей, но, как и другие представители этого рода, Luidia superba, вероятно, является оппортунистическим хищником, питающимся крупной бентосной фауной, и падальщиком. Родственные виды питаются в основном двустворчатыми моллюсками, офиурами и морскими ежами.